# Deathcore
Deathcore je hudební žánr, který v sobě kombinuje prvky death metalu s prvky metalcore nebo hardcore punku. Je definovaný "přehnaným" použitím deathmetalových riffů, blast beatů a hardcore punkových breakdownů. Zdá se, že se deathcore dostal do největší pozornosti, především v jihozápadních Spojených státech, a to v Arizoně a v jižní Kalifornii (obzvlášť v údolí Coachella Valley), které je domovem mnoha skupin i festivalů.

## Charakteristika
Obvyklý je growling a screaming, zatímco čisté vokály jsou velmi ojedinělé. Deathcore je definovaný breakdowny, blast beaty a deathmetalovými riffy. Skupiny do tvorby včleňují kytarová sóla a melodické riffy podobné jako v metalcore. Podobně jako u dalších extrémně metalových žánrů, kytaristi deathcoru podlaďují kytary, což této hudbě dáva těžký zvuk.